# TRF 20TH Anniversary Tour
『TRF 20th Anniversary Tour』はTRFがデビュー20周年を記念してリリースされたベストアルバム『TRF 20TH Anniversary COMPLETE SINGLE BEST』及び、オリジナルアルバム『WATCH THE MUSIC』を引っ提げ、3月9日から4月20日に開催された全国ツアーである。
なお、単独としてツアーを開催されるのは、「15th Anniversary TOUR -MEMORIES- 2007」以来、およそ6年ぶりとなった。最終日となった4月20日のZepp Diva City公演では、生みの親であるプロデューサー・小室哲哉がサプライズとして出演を果たした。
後にこの模様を収録したDVD及び、TRF作品としては初のBlu-ray規格として同年8月14日にリリースされた。

## 開催日・会場
- 2013年3月9日（土）Zepp Tokyo  16:30/17:30
- 2013年3月16日（土）Zepp Sapporo  15:30/16:30
- 2013年3月31日（日）Zepp Fukuoka  15:30/16:30
- 2013年4月7日（日）Zepp Namba  15:30/16:30
- 2013年4月13日（土）Zepp Nagoya  15:30/16:30
- 2013年4月20日（土）Zepp DiverCity(Tokyo)  16:30/17:30

## SET LIST
1. PUSH YOUR BACK
2. masquerade
3. 寒い夜だから…
4. Overnight Sensation 〜時代はあなたに委ねてる〜
5. Destiney to love（愛する運命）
6. FUNKY M
7. Love & Peace Forever
8. Happening Here
9. ShowTime(4 Executive Seats)
10. EVERYDAY
11. LEGEND OF WIND
12. ENGAGED'06
13. JOY （東京初日・札幌・福岡は「teens」）
14. Feel the CENTURY
15. BRAND NEW TOMORROW
16. CRAZY GONNA CRAZY
17. EZ DO DANCE
18. Where to begin
19. Because of U

Encore
1. [Medley] SEE THE SKY〜Silver and Gold dance〜GOING 2 DANCE
2. BOY MEETS GIRL
3. survival dAnce 〜no no cry mor〜
4. WORLD GROOVE

## 映像作品
- 『TRF 20th Anniversary Tour』（2013年8月14日）
  - AVBD-92035 (DVD)
  - AVXD-91628 (Blu-ray)